# 绒背蓟
绒背蓟（学名：Cirsium vlassovianum）是菊科蓟属的植物。分布在蒙古、朝鲜、俄罗斯以及中国大陆的山西、内蒙古、黑龙江、吉林、河北、辽宁等地，生长于海拔350米至1,480米的地区，见于河边、山坡林中、林缘和潮湿地，目前尚未由人工引种栽培。